# Mielęcin, Hạt Wałcz
Mielęcin [mjɛˈlɛnt͡ɕin] (tiếng Đức: Mellentin) là một ngôi làng thuộc khu hành chính của Gmina Człopa, thuộc hạt Wałcz, West Pomeranian Voivodeship, ở phía tây bắc Ba Lan. Nó nằm khoảng 10 kilômét (6 mi) phía đông bắc Człopa, 21 km (13 mi) phía tây nam của Wałcz và 116 km (72 mi) về phía đông của thủ đô khu vực Szczecin.
Trước 1772, khu vực này là một phần của Vương quốc Ba Lan, 1772-1945 Phổ và Đức. Để biết thêm về lịch sử của nó, xem Quận Wałcz.